# Kateřina Nedbálková
Kateřina Nedbálková (n. 28 mai 1974) este o sociologă cehă și profesoară universitară. Profesional, lucrează la Facultatea de Studii Sociale a Universității Masaryk din Brno. Acesta abordează probleme de gen, închisori și clasă socială.

## Biografie
În 1998 a obținut o diplomă de master în sociologie de la Universitatea Masaryk. Teza ei a tratat subcultura homosexuală. În 2004 și-a finalizat studiile postuniversitare și a obținut titlurile de PhDr. și Ph.D. Tema disertației sale a fost „Spoutaná Rozkoš aneb reprodukce genderové struktury a heteronormativity ve vězeňských subkulturách žen” („Deliciu înlănțuit sau reproducerea structurii de gen și a heteronormativității în subculturile închisorilor pentru femei“), pe care a publicat-o ulterior sub formă de carte. De asemenea, a studiat în SUA și Canada. În 2010 a fost abilitată și a primit titlul de conferențiar.
În 2004 s-a alăturat Departamentului de Sociologie din cadrul Facultății de Științe Sociale a Universității Masaryk, unde a fost șefa Departamentului de Studii de gen în perioada 2010–2015. Este specializată în sociologia inegalității și a clasei, sociologia familiei, a intimității și a sexualității, precum și în studiul criminalității, normalității și devianței și a cercetat problema femeilor din închisori. De asemenea, a abordat subiectul familiilor din clasa muncitoare.
Susține căsătoriile între persoane de același sex.

## Lucrări (selecție)
- NEDBÁLKOVÁ, Kateřina. Spoutaná Rozkoš: (re)produkce genderu a sexuality v ženské věznici. Praga: SLON, 2006. 189 p. Gender sondy. ISBN 80-86429-65-2.
- NEDBÁLKOVÁ, Kateřina. Matky kuráže: Lesbické rodiny v pozdně moderní společnosti. Praga: SLON, 2011. 120 p. Studie. ISBN 978-80-7419-041-4.
- NEDBÁLKOVÁ, Kateřina. Tichá dřina: Dělnictví a třída v továrně Baťa. Praga: Display, 2021. ISBN 978-80-907883-1-2.
- NEDBÁLKOVÁ, Kateřina. Pracovat. Praga: Display, 2022. ISBN 978-80-907883-8-1.